# رابطة كرة القدم المحترفة (الجزائر)
رابطة كرة القدم المحترفة المعروفة باسم LFP، هي هيئة إدارة الرياضة الجزائرية تدير أكبر بطولات كرة القدم للمحترفين في الجزائر. تأسست عام 2010 وتخضع لسلطة الاتحاد الجزائري لكرة القدم. رئيس الرابطة حاليًا هو عبد الكريم مدوار.

## أدوار
الرابطة مسؤولة عن الإشراف على الدوريين الأول والثاني في الجزائر وتنظيمهما وإدارتهما، وهو مسؤول أيضًا عن 32 ناديًا محترفًا لكرة القدم يتنافسون على كرة القدم في الجزائر (20 في الرابطة الجزائرية المحترفة الأولى و 12 في الرابطة الجزائرية المحترفة الثانية و 2 في الرابطة الوطنية لكرة القدم هواة).

## رؤساء
- محمد مشرارة
- محفوظ قرباج (يوليو 2011[1] –
- عبد الكريم مدوار (21 يونيو 2018[2][3] – 25 أكتوبر 2020) مددت المدة[4] إلى غاية اليوم[5]